# Blackbird Interactive
Blackbird Interactive é um estúdio canadense de desenvolvimento de videogames com sede em Vancouver na Colúmbia Britânica.

## História
A Blackbird foi fundada em 2007 por ex-membros da Relic Entertainment e da EA Canada. O diretor executivo Rob Cunningham e o diretor criativo Jon Aaron Kambeitz também foram membros fundadores da Relic e estiveram na equipe de desenvolvimento da simulação em tempo real Homeworld de 1999 e sua sequência de 2003, Homeworld 2. Em 2010, após o início das operações, Blackbird começou a trabalhar em um jogo que consideravam um "sucessor espiritual" de Homeworld, intitulado Hardware: Shipbreakers. O estúdio entrou em negociações com a THQ, que controlava a Relic, para adaptar seu jogo original em um jogo Homeworld, mas não conseguiu garantir o acesso à propriedade intelectual.
A THQ faliu em abril de 2013 e vendeu seus ativos em leilão. Blackbird e Gearbox Software estavam entre os licitantes pelos direitos de propriedade intelectual do Homeworld ; A Gearbox ganhou o leilão por US$ 1,35 milhão. A Gearbox permitiu que a Blackbird usasse a propriedade intelectual de Homeworld e investiu no projeto Hardware: Shipbreakers, que foi renomeado para Homeworld: Shipbreakers em setembro de 2013. Em dezembro de 2015, ele foi anunciado oficialmente para lançamento como Homeworld: Deserts of Kharak ; foi lançado em 20 de janeiro de 2016.
Em fevereiro de 2017, a Blackbird anunciou uma colaboração com o Laboratório de Propulsão a Jato da NASA para criar o Project Eagle, um modelo de arte interativo de uma base em Marte a ser demonstrado ao vivo no palco do Academia de Artes & Ciências Interativas de 2017.
Em agosto de 2019, a Blackbird anunciou que havia iniciado o desenvolvimento de um novo título de Homeworld, o Homeworld 3, como uma sequência direta de Homeworld 2 lançado em 2003. Na data do anúncio, o jogo ainda estava em estágios de pré-produção e foi dada uma data de lançamento provisória para o final de 2022. Muitos desenvolvedores importantes dos dois primeiros jogos de Homeworld retornarão para liderar o desenvolvimento de Homeworld 3, incluindo o diretor executivo da Blackbird, Rob Cunningham, e o compositor da trilha sonora de Homeworld, Paul Ruskay.
Em novembro de 2019, a Blackbird anunciou que estava envolvida no desenvolvimento do jogo Minecraft Earth.
Blackbird reviveu o nome e o conceito de demolição com o simulador de salvamento espacial Hardspace: Shipbreaker, que foi lançado em acesso antecipado em 16 de junho de 2020.
De setembro a dezembro de 2021, a Blackbird testou a semana de trabalho de quatro dias com duas de suas equipes, uma das quais era a equipe por trás do Shipbreaker. O teste foi um sucesso, com a maioria dos desenvolvedores entrevistados afirmando que ela melhorou seu equilíbrio entre vida profissional e pessoal, bem-estar e capacidade de concluir o trabalho. O estúdio pretende implementar a semana de trabalho de quatro dias em todas as suas equipes, a partir de abril de 2022.

## Jogos desenvolvidos
| Ano  | Título                       | Editor                | Plataforma(s)                                                                        | Notas)                               |
| ---- | ---------------------------- | --------------------- | ------------------------------------------------------------------------------------ | ------------------------------------ |
| 2016 | Homeworld: Deserts of Kharak | Gearbox Software      | Microsoft Windows, OS X                                                              | Spin-off da série Homeworld          |
| 2018 | Project Eagle                | Blackbird Interactive | Microsoft Windows                                                                    |                                      |
| 2019 | Minecraft Earth              | Xbox Game Studios     | Android, iOS, iPadOS                                                                 | Auxiliados pela Mojang Studios       |
| 2022 | Homeworld 3                  | Gearbox Software      | Microsoft Windows                                                                    |                                      |
| 2022 | Hardspace: Shipbreaker       | Focus Entertainment   | Microsoft Windows, PlayStation 4, Xbox One                                           | Lançado em acesso antecipado em 2020 |
| 2022 | Crossfire: Legion            | Prime Matter          | Microsoft Windows                                                                    |                                      |
| 2023 | Minecraft Legends            | Xbox Game Studios     | Xbox Series X/S, Xbox One, Playstation 4, Playstation 5, Nintendo Switch, Windows 10 | Auxiliados pela Mojang Studios       |